# Гарбиньский, Кажетан
Каетан Гарбиньский (пол. Kajetan Garbiński; 7 августа 1796 года, Варшава ― 6 мая 1847, там же) ― польский математик, профессор Варшавского университета, первый директор Подготовительной школы при Институте Технологий в 1826―1832 гг. (позже на её базе был открыт Варшавский политехнический университет). Министр по делам религии и образования в революционном польском правительстве во время Ноябрьского восстания. Дед ротмистра Русской императорской армии и главы Кельце Владислава Гарбиньского.

## Биография
В четырнадцать лет поступил на учёбу в Коллегию пиаров. В году 1815 перешёл в Варшавский лицей. После двухлетнего курса 20 сентября 1816 году получил аттестат академической зрелости. Вскоре, благодаря поддержке ректора Варшавского университета Богумила Линде, Комиссия Просвещения одобряла его кандидатуру на соискание учительского звания. Подготовительный курс окончил в Варшавском университете, сдав публичный экзамен в присутствии Станислава Сташица. В году 1817 за счёт стипендии правительства уехал в Париж, где посещал лекции в Коллеж де Франс, Сорбонне и Политехнической школе, где имел возможность слушать лекции Огюстена Коши.
В 1820 году вернулся на родину и устроился на работу учителем в Варшавский лицей, где преподавал элементарную математику. Одновременно был преподавателем в Королевском Варшавском Университете, где вёл курс аналитической геометрии и нового предмета ― начертательной геометрии. В течение года получил степень магистра после сдачи экзаменов по математике и физике. В следующем году получил степень доктора. В 1823 году был назначен экстраординарным профессором Варшавского университета, а год спустя ― ординарным профессором.
В году 1824 был принят в ряды членов Общества Друзей Наук. Постановлением Комиссии Вероисповеданий и Общественного Просвещения от 21 декабря 1825 года Гарбиньский был назначен Директором Подготовительной Школы при Институте Технологий, которая была открыта 4 января 1826. Вёл в ней курс арифметики и низшей прикладной алгебры. Благодаря его усилиям, четыре факультета вскоре обрели полный преподавательский состав уже к 1828 году, однако власти ещё долгое время отказывались даровать школе статус высшего учебного заведения. На основе школы только почти сто лет спустя был создан Варшавский политехнический институт.
Принял активное участие в Ноябрьском восстании. В течение последних недель существования революционного правительства занимал пост  Министра по делам религии и образования. После поражения инсургентов в 1832 году Гарбиньский был уволен со всех занимаемых должностей. Подготовительную школу закрыли более чем на полвека.
В период с 1833 по 1839 жил в деревне Недзелиска (ныне Люблинское воеводство), где был управляющим имения графов Замойских. Затем переехал в Ядову, где в течение нескольких лет управлял недвижимым имуществом графа Анджея Замойского. Под конец жизни был редактором издания «Анналы Национального Хозяйства».
Умер в возрасте 52 лет в Варшаве. Похоронен на кладбище Старые Повонзки.

## Сочинения
1. Wykład syntetyczny własności powierzchni skośnych z ich przystosowaniem do konstrukcji machin, sklepień kamiennych itp. Rozprawy napisane dla otrzymania stopnia doktorskiego, Warszawa (1822)
2. Rys filozoficzny zasad rachunku losów, czyli rachunku prawdopodobieństwa, Warszawa (1823)
3. Sposób graficzny kreślenia stycznych do linii spiralnej ostrokręgowej, Annales Mathematiąues (1825)
4. Nowy sposób rozwiązania dwóch zagadnień geometrycznych, podanych w XV tomie pisma „Annales de Mathematiąues”, Rocznik Warszawskiego Towarzystwa Przyjaciół Nauk, (1827)
5. Niektóre uwagi względem linii prostej przecinającej cztery inne dane w przestrzeni w ten sposób, że każde dwie ze czterech danych nie leżą na jednej płaszczyźnie, Rocznik Towarzystwa Przyjaciół Nauk, (1830)